# Plagithmysus concolor
Plagithmysus concolor là một loài bọ cánh cứng trong họ Cerambycidae.